# Sangre latina
Sangre latina es el título del segundo álbum de estudio en solitario grabado por el cantante puertorriqueño-estadounidense Chayanne. Fue lanzado al mercado bajo el sello discográfico RCA Ariola en 1986 y último álbum para la dicha disquera. El álbum Sangre latina fue grabado en Madrid, España, por el productor José Antonio Álvarez Alija y además cuenta con 10 canciones. No consiguió mucho éxito, al igual que el álbum anterior Chayanne es mi nombre (1984).

## Lista de canciones
| Sangre latina |                      |                                      |          |  |
| N.º           | Título               | Escritor(es)                         | Duración |  |
| 1.            | «Sangre latina»      | Honorio Herrero                      | 3:25     |  |
| 2.            | «Amo a una estrella» | Luis Gómez-Escolar                   | 2:40     |  |
| 3.            | «Vuelve»             | Honorio Herrero · Luis Gómez-Escolar | 4:07     |  |
| 4.            | «¿Qué será?»         | Honorio Herrero                      | 3:28     |  |
| 5.            | «Brujería»           | Tite Curet Alonso                    | 3:02     |  |
| 6.            | «Única»              | Honorio Herrero · Luis Gómez-Escolar | 3:59     |  |
| 7.            | «Una foto para dos»  | Honorio Herrero · Luis Gómez-Escolar | 3:03     |  |
| 8.            | «Jana»               | Honorio Herrero                      | 2:36     |  |
| 9.            | «Voy»                | Honorio Herrero                      | 2:53     |  |
| 10.           | «Latin lover»        | Honorio Herrero                      | 3:43     |  |
| 33:33         |                      |                                      |          |  |